# Langita
La langita es un mineral de la clase de los minerales sulfatos. Fue descubierta en 1864 en la localidad de Tywardreath, en Inglaterra (Reino Unido), siendo nombrado en honor de Victor von Lang, cristalografista austriaco.

## Características químicas
Es un sulfato de cobre hidroxilado e hidratado, dimorfo con la wroewolfeíta (Cu4SO4(OH)6·2H2O).

## Formación y yacimientos
Es un mineral secundario que a la vez que raro tiene una distribución muy amplia, apareciendo en las zonas de oxidación de yacimientos de minerales sulfuros de cobre; es posible que se forme con posterioridad a la excavación de la mina, al quedar a la intemperie estos minerales.
Suele encontrarse asociado a otros minerales como: wroewolfeíta, posnjakita, serpierita, devillina, calcofilita, connellita, brochantita, malaquita o yeso.